# Bandai Namco Holdings
Bandai Namco Holdings Inc. (NBHD) (株式会社バンダイナムコホールディングス Kabushiki Gaisha Bandai Namuko Hōrudingusu?), también conocida como Bandai Namco Group es una compañía matriz de negocios japonesa que se formó a partir de la fusión de Bandai y Namco el 29 de septiembre de 2005. Se especializa en juguetes, videojuegos, salones arcade, anime y parques de atracciones. Bandai Namco también suministra varias máquinas recreativas a salas de cine y salas de juego de todo el mundo.
La sede de la compañía se encuentra en Shinagawa, Tokio. Su sucursal estadounidense, Bandai Namco Holdings USA, se formó oficialmente el 6 de enero de 2008 y maneja las operaciones estadounidenses de la compañía desde su sede en El Segundo, California. A partir de 2017, Bandai Namco es la compañía de juguetes más grande del mundo, ganando 6.4 mil millones de dólares en ingresos anuales.

## Historia corporativa

### Bandai
Bandai comenzó en la década de 1950 como una empresa de fabricación de juguetes en Japón. Durante la década de 1960, Bandai amplió su cartera de negocios para incluir las ventas de exportación. La década de 1970 proporcionó éxito a Bandai a través de sus sets de autos de carreras. Bandai estableció Bandai America Inc. en 1978 para tener un distribuidor de ventas y marketing para los mercados occidentales. En la década de 1990, Bandai era la principal compañía de juguetes de Japón y licenciante de productos de consumo para franquicias populares como Power Rangers y Digimon. A fines de la década de 1990, Sega expresó su interés en fusionarse con Bandai, sin embargo, los planes fracasaron para esta fusión debido a la diferente cultura corporativa.

### Namco
Namco comenzó en 1955 como una compañía de entretenimiento infantil en Japón bajo el nombre de Nakamura Manufacturing. En 1958, finalmente expandieron su negocio al fabricar máquinas recreativas, y mediante una reorganización de la compañía, la compañía pasó a llamarse Nakamura Amusement Machine Manufacturing Company, a través del acrónimo "NAMCO". En 1974, Namco compró Atari Inc. Japón por 500,000 dólares incluyendo pasivos. El objetivo de esta adquisición era una inyección de capital para Atari Japón a cambio de que Namco fuera editor de los juegos de Atari en Japón. En 1978, Namco creó una filial en los Estados Unidos para licenciar juegos de Namco a editores occidentales.
El primer debut de Namco en la industria de los videojuegos fue a través de un juego llamado Gee Bee. Su segundo debut, Galaxian fue el primer videojuego en proyectar espectro de color RGB. Fue en su tercer debut en el arcade, Pac-Man, que Namco ganó la aclamación mundial y la relevancia de la cultura pop, y como resultado, convirtió a Pac-Man en la mascota definitiva de la compañía. Namco continuó su éxito en la industria de los videojuegos al contribuir a la Edad de Oro de las salas de juego y los juegos de consolas domésticas con franquicias notables como Tekken, Soulcalibur y Ridge Racer.

### Fusión
Namco Bandai Holdings se creó en 2005, cuando Bandai y Namco realizaron una integración de gestión. Oficialmente, Namco fue comprado por Bandai por 1.7 mil millones de dólares. El 57% de la participación de la compañía fue para Bandai, mientras que el 43% fue para Namco. Además, Bandai cambió una de sus acciones por 1,5 acciones del nuevo Namco Bandai. Namco negoció de manera uniforme con una acción una por una, realizada a través de un intercambio de acciones. Los accionistas de Namco recibieron una acción de NBHD por cada acción de Namco y los accionistas de Bandai recibieron 1,5 acciones de NBHD por cada acción de Bandai. Antes de la fusión, Bandai y Namco tenían varias filiales que trabajaban para ellos. Después de la fusión de Bandai Namco, las respectivas filiales de Bandai y Namco fueron reasignadas a diferentes áreas del conglomerado combinado.

### Adquisiciones y filiales
El 31 de marzo de 2006, las operaciones de videojuegos de Namco y Bandai se fusionaron en Bandai Namco Games Inc. (BNGI, ahora conocido como Bandai Namco Entertainment). La gestión de instalaciones y salas de arcade de Namco continúan bajo el nombre de Namco Ltd.
En septiembre de 2006, BNHD adquirió CCP Co., Ltd. de Casio y la convirtió en una subsidiaria de propiedad absoluta. Desde entonces, BNHD adquirió por completo a los desarrolladores Banpresto (cuyas operaciones de videojuegos fueron absorbidas por Bandai Namco Games el 1 de abril de 2008) y Namco Tales Studio desde la fusión. Anteriormente, ambos eran propiedad parcial de Bandai y Namco, respectivamente.
El negocio de Bandai Networks Co., Ltd. se fusionó con Bandai Namco Games en abril de 2009 y posteriormente Bandai Networks dejó de existir como una compañía separada.
Namco Bandai compró una participación del 34% en Atari Europa el 14 de mayo de 2009, allanando el camino para su adquisición desde Infogrames. Hasta el 30 de junio de 2012, Infogrames tenía la opción de vender el otro 66% en Atari Europa a NBHD. Entre el 31 de junio de 2012 y el 20 de junio de 2013, Bandai Namco obtuvo la opción de adquirir la participación del 66%. El 7 de julio de 2009, Bandai Namco Holdings compró el 100% de Atari Australia Pty Ltd. BNHD adquirió el 100% de las acciones de Atari Asia Holdings Pty. Ltd. y el 100% de las acciones de Atari UK Ltd.
Bandai Namco asumió el control de D3 Publisher el 18 de marzo de 2009, después de adquirir por primera vez una participación del 95% en la compañía. En agosto de 2013, Bandai Namco abrió un estudio en Vancouver, ampliando su alcance para la demografía occidental.
En octubre de 2019, Bandai Namco Holdings anunció planes para adquirir Sotsu, una medida que otorgará a la compañía derechos sobre toda la franquicia de Gundam, que la compañía ya posee parte de ella debido a que posee el estudio Sunrise y debido a que Bandai es uno de los productores de la serie.